# کالین کوپر
کالین کوپر (به انگلیسی: Colin Cooper) بازیکن فوتبال زادهٔ ۲۸ فوریه ۱۹۶۷ اهل کشور انگلستان که سابقهٔ بازی در تیم ملی فوتبال انگلستان را در کارنامهٔ خود دارد. وی در تاریخ ۸ ژوئن ۱۹۹۵ نخستین بازی ملی خود را در مقابل تیم ملی فوتبال سوئد انجام داد و با حضور در ۲ بازی ملی، در تاریخ ۱۱ ژوئن ۱۹۹۵ واپسین بازی ملی‌اش را در برابر تیم ملی فوتبال برزیل برگزار کرد.